# Anarchie (relations internationales)
Pour les articles homonymes, voir Anarchie (homonymie).
Le concept d'anarchie est utilisé en théorie des relations internationales pour décrire la situation du système international. Ce concept a été considéré comme le plus important pour l'étude des relations internationales, mais il est contesté depuis les années 1990 à cause de son ambiguïté et du danger inhérent à considérer un tel postulat comme fondamental (risque de déterminisme).

## Anarchie internationale et ordre interne
Le système international est décrit comme anarchique en opposition avec l'ordre interne aux États. La distinction classique est établie par Raymond Aron : « Max Weber définissait l'État par le monopole de la violence légitime. Disons que la société internationale est caractérisée par l'absence d'une instance qui détienne le monopole de la violence légitime ». L'idée d'une différence de nature entre ordre international et ordre interne est souvent rattachée à la pensée de Hobbes : en somme, les relations internationales seraient un état de nature perpétuel, en l'absence de Léviathan pour faire respecter les lois. Il découle de cette situation une insécurité permanente, et la quête pour assurer sa propre sécurité: dans l'état de nature, « chacun, individu ou unité politique, a pour premier objet la sécurité » (Aron).
Le fait de décrire le système international comme anarchique ne signifie pas qu'il faille voir le monde comme tout le temps instable, conflictuel, chaotique. Au contraire, l'anarchie est caractéristique de l'ordre international : c'est un ordre sans autorité centrale supérieure aux États.

## L'anarchie dans la pensée réaliste et néoréaliste
Les auteurs réalistes (Robert Jervis, Robert Gilpin et d'autres) adoptent l'anarchie comme concept central de leur théorie.
Kenneth Waltz en fait même l'élément premier, duquel dérivent tous les autres, de sa théorie des relations internationales. Pour Waltz, la condition d'anarchie provoque l'incertitude des États sur les intentions des autres: ils ne peuvent compter que sur eux-mêmes (système d'auto-assistance ou self-help). Ceci est à l'origine du dilemme de sécurité (security dilemma), qui incite les États à raisonner de la façon suivante : « puisque je ne connais pas les intentions des autres, il faut prévoir qu'elles pourraient être malveillantes, je vais donc me doter de moyens de protection » ; toute tentative d'un acteur pour augmenter sa sécurité sera perçu par les autres comme un facteur d'insécurité, les incitant à s'armer eux-mêmes ou à intégrer une alliance. Pour Waltz, l'anarchie est structurelle et structurante, elle détermine l'insécurité du système international ; le seul moyen de limiter l'anarchie sera le jeu de l'équilibre des puissances.
Cette conception des relations internationales laisse une question importante sans réponse : comment expliquer l'apparition de phénomènes de coopération entre les États, réputés acteurs unitaires et rationnels, maximisateurs d'intérêt, égoïstes, en l'absence d'autorité centrale ? Cette interrogation est au centre des travaux de Robert Axelrod, qui, en se basant sur la théorie des jeux et principalement le dilemme du prisonnier, établit que les contacts répétés entre les acteurs amènent ceux-ci à établir des normes de comportement et favorise par-là même la prévisibilité de leurs relations.

## L'anarchie dans la pensée libérale/néolibérale
Les auteurs libéraux, ou libéral-institutionnalistes, comme Robert Keohane, reprennent à leur compte le postulat réaliste de l'anarchie internationale. Cependant, ils avancent, contrairement aux réalistes, que le meilleur moyen de limiter l'anarchie ne consiste pas à faire confiance à l'équilibre des puissances, mais à favoriser l'apparition de normes, de régimes internationaux. La réciprocité (« je veux bien faire telle chose (reconnaître les diplômes de tes chercheurs, les brevets déposés dans ton pays, réduire mes taxes à l'importation, à condition que tu en fasses autant ») joue également un rôle important dans ce sens. La « réciprocité diffuse » (Keohane) qui en résulte crée des obligations à long terme pour les États, et favorise la confiance dans les relations interétatiques.
L'École anglaise utilise également le concept d'anarchie, mais dans un sens légèrement différent. Dans l'ouvrage The Anarchical Society, Hedley Bull évoque une « société anarchique », un apparent oxymore qui laisse entendre que même si les relations internationales sont effectivement anarchiques, en l'absence d'autorité centrale, il n'en demeure pas moins que les États se plient à un certain nombre de prescriptions et reconnaissent certaines institutions fondamentales, comme la diplomatie, la guerre, la souveraineté.

## Contestation constructiviste
Les auteurs constructivistes, comme Nicholas Onuf ou Alexander Wendt, contestent l'importance attribuée à l'anarchie : pour eux « l'anarchie c'est ce que les États en font ». Sans rejeter le postulat fondamental de l'anarchie du système international, Wendt montre que celle-ci ne débouche pas immanquablement sur la compétition et la violence, puisque les normes, les idées, la culture encadrent en partie le comportement des États.